# Vosa prostřední
Vosa prostřední (Dolichovespula media) je velká vosa, která připomíná svým vzhledem sršeň obecnou. Je rozšířená po celé Evropě a v Asii. Stejně jako ostatní vosy má žihadlo napojeno na jedovou žlázu, takže může bodnout. Vzhledem k neagresivitě a nehojnosti druhu dochází k bodnutí spíše ojediněle.

## Popis
Královna měří 18–22 mm, dělnice 13–19 mm, samec 15–19 mm.
Je to druh především barevně velice variabilní, nejčastěji se dá zaměnit s vosou lesní. Samcům obvykle chybí pro tento druh typické sršní zbarvení. U dělnic je nejčastěji hlava žlutá, s černou páskou procházející mezi očima. Řadí se mezi tzv. dlouholebé vosy (rod Dolichovespula), jejichž hlava je od očí směrem dolů protažená. Zadní a střední končetiny jsou obvykle červené až okrové, přední červeno-žluté. Hruď je černá, u hlavy má rudé znaky, které jsou dovnitř žlutě lemovány. Bedra mají rudou kresbu nebo jsou plošně rudá. Tykadla jsou černá a oči poměrně velké. Křídla jsou hnědá. Zadeček je skoro stejný jako u sršně obecné.

## Výskyt, hnízdění
Obývá světlé a křovinaté biotopy, často v blízkosti lidských sídel, hojná je zvláště ve vyšších polohách. Volně visící kulovitá hnízda staví v hustém křoví, v živých plotech, na stromech, skalách a občas i v podstřeší, obvykle ve výšce 1–4 m (ale i více než 10 m). Žlutobílý až šedý obal hnízda se podobá pergamenu s uzavřenými vzduchovými komůrkami. Stavebním materiálem je živá dřevní hmota smíchaná se slinami. Vchod do hnízda je z počátku opatřen předsíní, kterou u starších hnízd dělnice rozebírají a zakládají nový vstupní otvor po straně asi v jedné třetině hnízda. Hnízdo obsahuje 3–5 pláství (nejvíc 6) s ohrnutými okraji a až 1800 zárodečnými buňkami v každé z nich. Plně rozvinutá kolonie čítá 900–1800 jedinců všech vývojových stadií, z toho 150 až 500 z nich je dělnic.
Hnízdo zaniká obvykle v polovině září.
Živí se hmyzem (larvy) a různými druhy sladkých šťáv, jako je nektar, ovoce, míza (dospělci).
Druh rozšířený v celé Evropě, na sever až k polárnímu kruhu. V ČR rozšířený takřka všude, avšak nehojný.